# Porsche 924 Carrera GTS

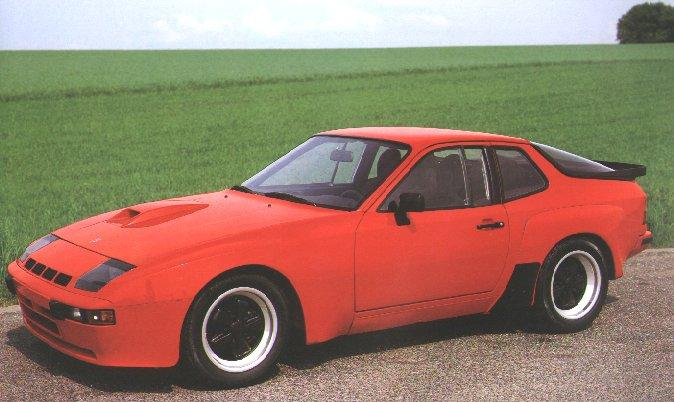
Porsche 924 Carrera GTS

De Porsche 924 Carrera GTS werd in 1981 gebouwd in de sportwagenafdeling van Porsche in Weissach, Duitsland. Samen met de Porsche 924 Carrera GTR kon de 924 Carrera GTS enkel bij de fabriek gekocht worden. In totaal zijn er slechts 59 wagens gebouwd van dit model. 
De 924 Carrera GTS woog 1121 kilogram, alleen verkrijgbaar in Guards Red en linksgestuurd. De wagen had 245 pk bij 6250 tpm. Het interieur was sportief, maar zeer sober. Er zaten zelfs geen opbergvakken in de deuren. Er zaten ook geventileerde schijfremmen van de 911 Turbo op en 8J x16 velgen van Fuchs met 225/50VR16 banden. De topsnelheid was 248 km/h en 6,2 seconden waren nodig om de wagen naar 100 km/h te krijgen.
De eerste die de sleutel kreeg van een Porsche 924 Carrera GTS, was Derek Bell, vijfvoudig Le Mans-winnaar en coureur voor Porsche.

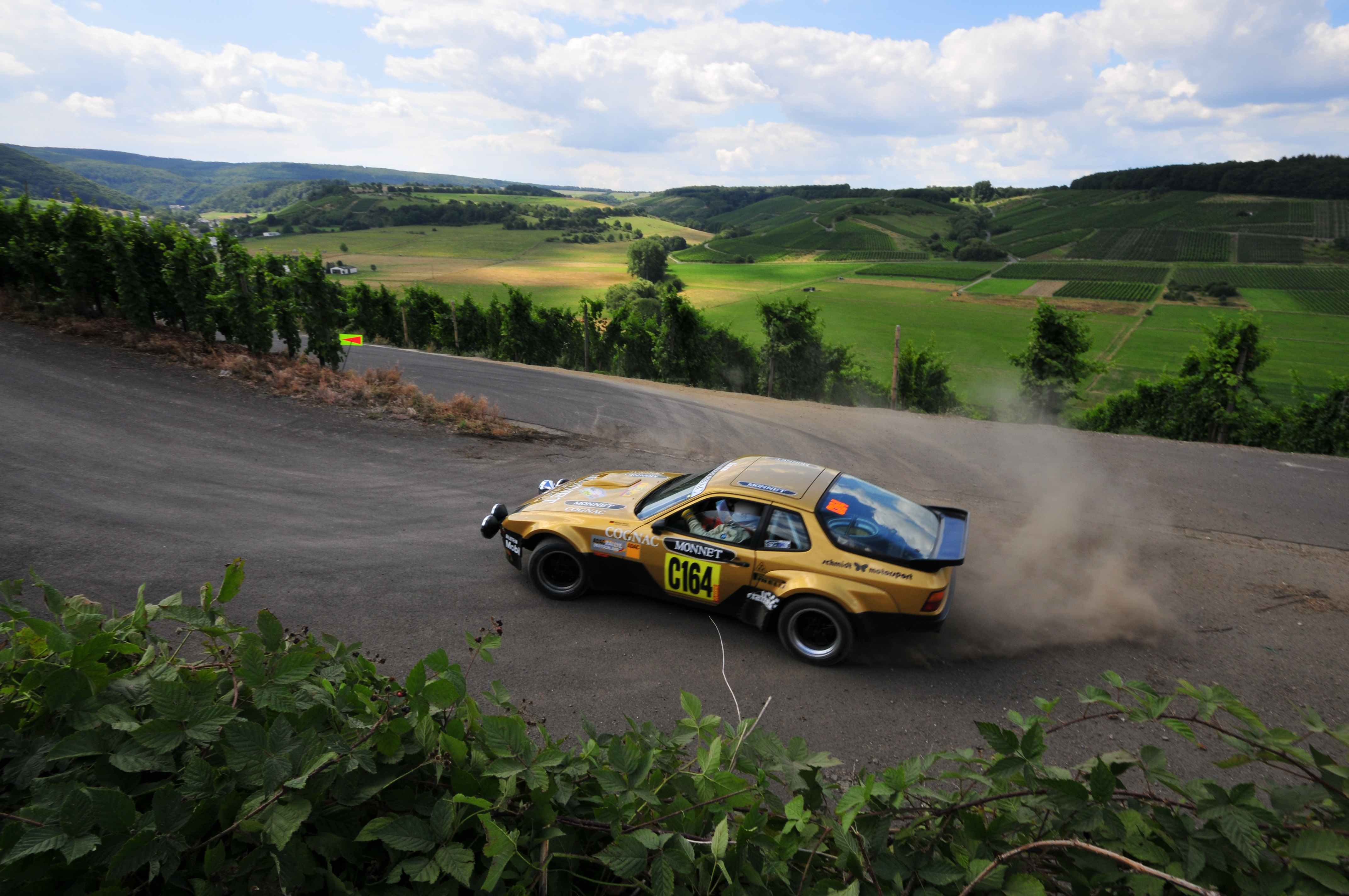
Walter Röhrl in de Porsche 924 GTS tijdens de Rallye Deutschland 2008

## Andere 924's
- Porsche 924
  - Porsche 924 Martini
  - Porsche 924 Sebring
  - Porsche 924 Le Mans
  - Porsche 924 Weissach
  - Porsche 924 50 Jahre edition
  - Porsche 924 Turbo
  - Porsche 924 Carrera GT
  - Porsche 924 Carrera GTR
  - Porsche 924 Turbo Italy
  - Porsche 924S
  - Porsche 924S Le Mans